# Pascal Struijk
Pascal Augustus Struijk (Deurne, 11 agosto 1999) è un calciatore olandese, difensore del Leeds Utd.

## Biografia
Nato in Belgio da padre olandese, ha origini indonesiane per via dei nonni paterni originari della Indie orientali olandesi ed è eleggibile per ciascuna delle tre Nazionali.

## Caratteristiche tecniche
È un difensore centrale alto e molto valido nel gioco aereo. Può essere utilizzato anche come mediano davanti alla difesa.

## Carriera

### Club
Cresciuto nel settore giovanile dell'ADO Den Haag, nel 2016 si trasferisce all'Ajax dove trascorre due stagioni con la formazione U-19 riuscendo ad ottenere una convocazione con la squadra riserve in Eerste Divisie. Il 29 gennaio 2018 firma un triennale con il Leeds Utd che lo aggrega inizialmente alla propria Academy.
Esordisce in prima squadra il 10 dicembre giocando l'incontro di Championship vinto 2-0 contro l'Hull City. Al termine della stagione vince il campionato ottenendo la promozione in Premier League che mancava al club da 16 anni. Il 12 settembre seguente fa il suo esordio nella massima divisione inglese scendendo in campo da titolare contro il Liverpool ed il 20 novembre prolunga il proprio contratto fino al 2024.

### Nazionale
Nel 2016 ha giocato 3 partite nella nazionale olandese Under-17.

## Statistiche

### Presenze e reti nei club
Statistiche aggiornate al 25 maggio 2025.
| Stagione         | Squadra          | Campionato       | Campionato | Campionato | Coppe nazionali | Coppe nazionali | Coppe nazionali | Coppe continentali | Coppe continentali | Coppe continentali | Altre coppe | Altre coppe | Altre coppe | Totale | Totale |
| Stagione         | Squadra          | Comp             | Pres       | Reti       | Comp            | Pres            | Reti            | Comp               | Pres               | Reti               | Comp        | Pres        | Reti        | Pres   | Reti   |
| ---------------- | ---------------- | ---------------- | ---------- | ---------- | --------------- | --------------- | --------------- | ------------------ | ------------------ | ------------------ | ----------- | ----------- | ----------- | ------ | ------ |
| 2019-2020        | Leeds Utd        | FLC              | 5          | 0          | FACup+CdL       | 0               | 0               | -                  | -                  | -                  | -           | -           | -           | 5      | 0      |
| 2020-2021        | Leeds Utd        | PL               | 27         | 1          | FACup+CdL       | 1+1             | 0               | -                  | -                  | -                  | -           | -           | -           | 29     | 1      |
| 2021-2022        | Leeds Utd        | PL               | 29         | 1          | FACup+CdL       | 0+2             | 0               | -                  | -                  | -                  | -           | -           | -           | 31     | 1      |
| 2022-2023        | Leeds Utd        | PL               | 29         | 2          | FACup+CdL       | 1+1             | 0+0             | -                  | -                  | -                  | -           | -           | -           | 31     | 2      |
| 2023-2024        | Leeds Utd        | FLC              | 23         | 3          | FACup+CdL       | 0+2             | 0+2             | -                  | -                  | -                  | -           | -           | -           | 25     | 5      |
| 2024-2025        | Leeds Utd        | FLC              | 35         | 5          | FACup+CdL       | 2+1             | 0               | -                  | -                  | -                  | -           | -           | -           | 38     | 5      |
| Totale Leeds Utd | Totale Leeds Utd | Totale Leeds Utd | 148        | 12         |                 | 11              | 2               |                    | -                  | -                  |             | -           | -           | 159    | 14     |
| Totale carriera  | Totale carriera  | Totale carriera  | 148        | 12         |                 | 11              | 2               |                    | -                  | -                  |             | -           | -           | 159    | 14     |

## Palmarès

### Club

#### Competizioni nazionali
- Campionato inglese di seconda divisione: 2

Leeds United: 2019-2020, 2024-2025